# Lucía Muñoz (cantante)
Lucía Muñoz (Córdoba, 17 de abril de 1983) es una cantante y compositora de flamenco y pop española, conocida principalmente por ser una de las integrantes del grupo Las Ketchup quienes han vendido millones de copias en todo el mundo gracias a su sencillo Aserejé.

## Biografía
Lucía nació en la ciudad de Córdoba, una de las hermanas más pequeñas de la familia Muñoz, hija del guitarrista Juan Muñoz "El Tomate".
Desde pequeña se destacó entre sus hermanos por ser una de las primeras hermanas en cantar flamenco en las fiestas familiares.
Con 18 años Lucía decide grabar una demo y probar suerte en compañías discográficas. Sin embargo, no logró contratos.
En el año 2001 Lucía colabora con El tiempo por primera vez con la canción "Hojas de Cristal" para su disco homónimo. 
Llegando el año 2002 su hermana Pilar decide viajar a Madrid para ser actriz por lo que las hermanas Pilar, Lola y Lucía se reúnen en un bar de Córdoba para despedirla donde quisieron cantar autodenominándose Las Kétchup. En ese bar se encontraban los músicos del productor Queco quien, escuchando las reseñas de los músicos, decide convocarlas a una prueba en su estudio.
En 2002 sale a la luz una maqueta llamada "Aserejé" que se convirtió en un éxito mundial en los primeros  meses de su lanzamiento.
En 2003 graba el sencillo "Respiro para Ti" para el disco Versus del grupo El Tiempo, para este sencillo se grabó un videoclip que cuenta actualmente con más de 100.000 visualizaciones en YouTube.
En el año 2006 el trío presenta "Un Blodymary", sencillo que representaría a España en el Festival de la Canción de Eurovisión 2006 en Grecia.
Lucía ha permanecido como una de las tres voces del grupo hasta la actualidad, grabando dos discos y haciendo giras por todo el mundo.

## Discografía

### Álbumes de estudio conLas Ketchup
- 2002: Hijas del Tomate
- 2006: Un Blodymary

Sencillos
- 2001 - Hojas de Cristal ft. El Tiempo
- 2002 – Aserejé (Las Ketchup)
- 2002 – Kusha las payas (Las Ketchup)
- 2003: Respiro Para Ti ft. El Tiempo
- 2006 – Un blodymary (Las Ketchup)

Colaboraciones
- 2004: Single ft. Danny Losito (Las Ketchup)
- 2020: Crisby Summer Mania ft. Valeria Rossi (Las Ketchup)